# 黒須重彦
黒須 重彦（くろす しげひこ、1924年10月14日 - 2014年2月24日）は、日本文学・中国文学者。
旧制第一高等学校を経て、東京大学文学部中国文学科卒（1953年）。藤家礼之助と同人雑誌に加わり作家を目指す。
1963年（昭和38年）「蜘蛛と毛糸」並びに「落下」にて群像新人賞候補。
結婚の際には宇沢弘文が仲人を務めた。千葉県立千葉中学校・高等学校国語科教諭のかたわら、現代語訳に疑問を持っていた「夕顔の巻」の研究を進める。
大東文化大学教授。1995年定年退任。『源氏物語私論』で文学博士。

## 著書
- 『夕顔という女 露のひかり』笠間書院、1975　笠間選書
- 『熟語これだけ知っていれば十分 漢字を楽しむ漢字で遊ぶ』日本実業出版社、1985　エスカルゴ・ブックス
- 『漢詩漢文の名句名言』フォー・ユー、1987
- 『四字熟語の雑学 読んで楽しく使って役立つ』永岡書店、1988
- 『源氏物語私論 夕顔の巻を中心として』笠間書院、1990　笠間叢書
- 『漢字文化圏の諸問題 <こえ>と文字』武蔵野書院、1992
- 『源氏物語の実相 漢文学の内在化』笠間書院、1996
- 『源氏物語探索』武蔵野書院、1997
- 『『楚辞』と『日本書紀』 <こえ>から「文字」へ』武蔵野書院、1999

### 共著
- 『中国詩三千年』藤堂明保共著　1985　旺文社文庫

## 翻訳
- 『中国の詩集 屈原詩集』カラー版　角川書店、1973
- 『中国の笑いばなし』学灯社、1974、小学生の中国文学全集
- 『論語ものがたり』学灯社、1974　小学生の中国文学全集
- 『中国の古典 20 楚辞』学習研究社、1982
- 『中国の古典 14 史記 4』司馬遷　学習研究社、1984

## 参考
- 「漢字文化圏の諸問題」著者紹介
- 高田淳「わが"自定年譜"」「学習院史学」1996-03